# Piotr Protasiewicz

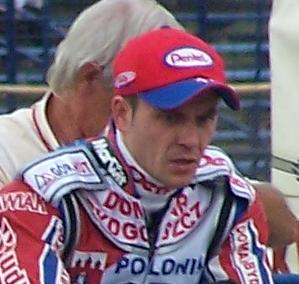
Protasiewicz (2006)

Piotr Protasiewicz, född 25 januari 1975, är en polsk speedwayförare född i Zielona Góra som representerar Falubaz Zielona Góra i den polska ligan. Före nuvarande klubb har han också kört för WTS Wroclaw, Polonia Bydgoszcz och Apator Torún.
I Sverige representerar han: Indianerna, Kumla. Där han har kört sen 2000, och har kontrakt till 2017. 
2017 representrerar Piotr ingen klubb i England men har kört för King's Lynn Stars, Peterborough Panthers, Ipswich Witches och Oxford Cheetahs.
Protasiewicz är gift och har två barn: Piotr Jr och Oliwia Weronika

## Vinster
- Vunnit Lag-VM-guld med polska landslaget år 1996 och 2005.
- Varit ordenarie förare i GP serien 6 gånger, och har som bäst slutat på elfte plats år 2003.
- Blivit världsmästare i U21 år 1996.
- Blivit polsk mästare år 1999.
- Blivit polsk par-mästare år 1997, 1999, 2000, 2002 och 2004.
- Blivit polsk ligamästare år 1995, 1997, 1998, 2000 och 2002.
- Vunnit guldhjälmen år 2001.